# مجمع لاتران الرابع
مجمع لاتران الرابع، يعرف أيضًا باسم المجمع اللاتراني الرابع (1215)، تعتبره الكنيسة الكاثوليكية المجمع المسكوني الثاني عشر. عقد بدعوة من البابا إينوسنت الثالث في كاتدرائية القديس يوحنا اللاتراني في روما ومنها اشتقّ اسمه، وحضره 71 بطريرك ورئيس أساقفة و412 أسقف و900 رئيس دير وموفدي أديرة. ناقش المجمع عدة قضايا من بينها، سر الاعتراف والتوبة، وحالة الدول الصليبية في الشرق، إلى جانب طبيعة الله في المسيحية، وعددًا من القضايا الأخرى أيضًا.

## الإجراءات
اختار البابا إنوسنت الثالث عمداً أن ينعقد المجمع في نوفمبر، وهو شهرٌ يزخر بالعديد من الأعياد الكنسية، وقد انعقدت جلسة قانونية تمهيدية في 4 نوفمبر، بينما جرت مراسم افتتاح المجمع في عيد القديس مارتن، وبدأت بقداس صباحي خاص. وبعدها، في مطلع الجلسة العامة الأولى في قصر اللاتران، قاد البابا الترتيل الجماعي لترنيمة تعال أيها الخالق، وألقى عظة عن كلمات يسوع لتلاميذه في العشاء الأخير، مقتبساً من إنجيل لوقا إصحاح 22. وفي عظتيه التاليتين، تناوتل الأولى عن ضرورة استرداد الأراضي المقدسة، والثانية عن التعامل مع الهرطقة؛ وقد انضم إليه على المنصة راؤول الميرنكوري وثيديسيوس الأجدوي على التوالي.
وفي 14 نوفمبر اندلعت مشاهد مروعة بين أنصار سيمون دي مونتفور من الأساقفة الفرنسيين، وأنصار كونت تولوز. وقد حضر ريمون السادس من تولوز، وابنه (الذي أصبح لاحقاً ريمون السابع من تولوز)، وريمون-روجر دي فوا جلسات المجمع لمجادلة التهديد بمصادرة أراضيهم؛ في حين جادل الأسقف فولك وغي دي مونتفور (شقيق سيمون) لصالح المصادرة. وقد صودرت جميع أراضي ريمون السادس، باستثناء بروفنس التي أبقيت وديعة لتُعاد لاحقاً إلى ريمون السابع، كما رُفض ادعاء صهره بيير-برمون دي سوف بحق تولوز، وأُسندت الكونتية إلى دي مونتفور، بينما فُصلت لوردية ميلغوي عن تولوز وأُوكلت إلى أساقفة ماغيلون.
وفي اليوم التالي وخلال احتفال حضره العديد من المشاركين في المجمع، كرّس البابا بازيليكا سانتا ماريا في تراستيفيري، والتي أعاد بناءها سابقاً البابا كاليكستوس الثاني. وبعد أربعة أيام، شهد الاحتفال بذكرى تأسيس بازيليكا القديس بطرس حشداً غفيراً إلى درجة أن البابا نفسه واجه صعوبة في دخول المكان.
أما الجلسة العامة الثانية فقد عُقدت في 20 نوفمبر؛ وكان مقرراً أن يعظ البابا حول إصلاح الكنيسة، غير أن المداولات تعطلت بسبب معارضة بعض الأساقفة لتتويج الإمبراطور فريدرش الثاني. واختتم المجمع في 30 نوفمبر أثناء عيد القديس أندراوس، حيث ألقى البابا عظة عن قانون الإيمان النيقاوي، وختم كلماته برفع ذخيرة الصليب الحقيقي، وقد حاول رئيس أساقفة ماينتس مقاطعة الخطاب، إلا أنه امتثل لإشارة البابا حين رفع يده—إشارةً للأمر بالصمت.